# ビウエラ
ビウエラ（vihuela）はルネサンス期のイベリア半島、イタリアの一部と中南米で用いられた弦楽器。今日、単にビウエラと言えば、ビウエラ・デ・マーノと呼ばれる、ギターに類似した形状で6コースの複弦を持つ撥弦楽器を指す。
なお、メキシコのマリアッチでもビウエラと呼ばれる小型のギターが使われるが、この記事でいうビウエラとは別物である（en:Mexican vihuelaを参照）。

## 種類と名称
スペイン語の「ビウエラ vihuela」は、イタリア語やポルトガル語では、「ヴィオラ viola」となるので、「ビウエラ」と「ヴィオラ」は語源学上ほぼ等価な単語である。したがって、「ヴィオラ」と同様、当時「ビウエラ」が指し示す楽器の範囲はかなり広く、撥弦楽器から擦弦楽器に至るまで、種々の楽器がビウエラと呼ばれていた。
以下に主要なビウエラの種類を示す。
- ビウエラ・デ・マーノ Vihuela de Mano（手のビウエラ） - 撥弦楽器（6コース）、指頭により演奏
- ビウエラ・デ・プエブロ Vihuela de Pueblo（人々の） - 撥弦楽器（4コース）、指頭により演奏
- ビウエラ・デ・プレクトロ Vihuela de Plectro（プレクトルムの） - 撥弦楽器、プレクトルムにより演奏
- ビウエラ・デ・アルコ Vihuela de Arco（弓の） - 擦弦楽器

擦弦楽器であるビウエラ・デ・アルコがヴィオラ・ダ・ガンバの祖先と見なせることから、「ビウエラ」一般とヴィオール族は楽器学上も同一系譜上にあるといえる。
今日「ビウエラ」はビウエラ・デ・マーノを指して用いられる傾向にある。以下でも単にビウエラといえば、ビウエラ・デ・マーノのことを指すものとする。

## 歴史

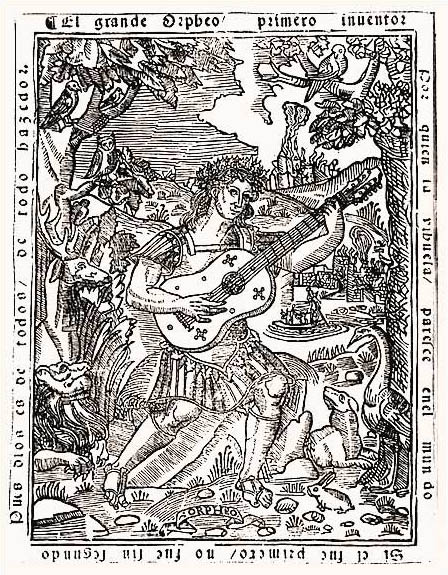
El maestro(1536) より、ビウエラを弾くオルフェウス

ビウエラ＝ヴィオラの名が冠される楽器は中世のフィドル fiddle （ビエール Vielle）を祖先に持つ楽器と思われ、ビウエラ（ビウエラ・デ・マーノ）もその系譜の中に属する。ビウエラ Vihuela に関する最初の文献中での記述は、15世紀のアラゴン王国において見られる。16世紀になるとルイス・デ・ミランの1536年の曲集 Libro de música de vihuela de mano intitulado El maestro に始まり、多くのビウエラ用曲集が出版された。歴史文献に「ビウエラ」がしばしば現れることなどからも、スペイン・ポルトガルと、その支配下にあったシチリア、ナポリ、中南米でかなり広く使われたものと思われる。
ルイス・デ・ミランの曲集 El maestro にはビウエラを弾くオルフェウスの挿し絵がある（右図）。絵の周囲の文章は、オルフェウスをビウエラの発明者としてたたえる内容になっている（画像詳細ページ参照）。また、ミゲル・デ・フエンリャーナのビウエラ曲集のタイトルは Orphenica lyra（オルフェウスのリラ）となっている。このことから、当時スペイン文化圏ではビウエラはギリシア神話に登場し、音楽の神としばしば混同されるオルフェウスの楽器、リラと同一視されており、重要な楽器と見なされていたことが想像できる。秀逸なレパートリーが数多く残されていることなどからも16世紀にはビウエラが隆盛を極めただろうことが容易に想像できる。
その一方で、スペイン文化圏ではリュートはほとんど用いられることがなかったと言われる。これは、レコンキスタで長年モーロ人（イベリア半島におけるイスラム教徒）と対峙し、キリスト教への信仰心も熱烈だったスペインではリュートが中東起源の「モーロ人の楽器」と見なされていたという独特の事情によるものと思われる。ビウエラとリュートは調弦が同じであったことから多くのレパートリーを共有しているが、楽器学上これらがどのような関係なのかは判然としない。一方で、ギターとは強い近親関係にあったとおもわれる。
17世紀に入って大航海時代以来のスペインの覇権が衰えるのと期を一にして急激に衰退し、一部はギターに改造されるなどして姿を消した。

## 実際の楽器
このように、出版楽譜や文字資料によって、「ビウエラ」という楽器が存在し、頻繁に演奏されていたであろうことには疑いの余地は無いが、では、実際どのような楽器が「ビウエラ」であったのかということについては良く分かっていない。
その原因は、今日まで残されている「ビウエラ」の数が極端に少ないことにある。16世紀に制作されたビウエラであると信じられている楽器は、現在、世界に3つ知られているのみである。そのうち2つはフランスの博物館にあり、残りの１つはエクアドルで発見されたものであるが、これらの楽器がボディの形状や弦長などにおいて、それぞれ互いに異なる特徴を備えていることから、ビウエラという楽器を定義する構造上の特徴が何であったのかについてははっきりとしない。3つのオリジナル楽器および文献や図像から、ビウエラの形状および構造はギターとほぼ同じだったといえる。その一方で、出版されたタブラチュアによれば、ビウエラは同時代のルネサンスリュートと同様6コースを持ち、調弦も通常はルネサンスリュートと同様、高いほうから4度、4度、3度、4度、4度の調弦であったことがわかる（同時代のギターは通常4コースまたは5コースの楽器であった）。また、リュートやギターとの比較により、ビウエラも複弦（すなわち、2つの弦を一組にして、これらをユニゾンまたはオクターブで調弦する）を持っていただろうと思われる。しかし、コース数以外の細かい点でギターとどのような違いがあったのか、あるいはなかったのかなどについて、決定的な意見は提示されていない。それでも、復興に熱心な演奏家の手によって、しばしば顧みられることもある。

## レパートリー
ビウエラ用作品を残した主要な作曲家は以下の通り。
- ルイス・デ・ミラン
- ルイス・デ・ナルバエス
- アロンソ・ムダーラ
- エンリケス・デ・バルデラバーノ
- ディエゴ・ピサドール
- ミゲル・デ・フエンリャーナ
- エステファン・ダサ